# ILVA
ILVA A/S er et dansk møbel- og boligtilbehørsfirma, som blev etableret i 1961. ILVA driver primo 2022 41 bolighuse i Danmark samt fire i Sverige og to franchisebolighuse i Island.

## Historie
Møbelhandleren Jørgen Linde åbnede det første bolighus i Vanløse under navnet J.L. Møbler. I 1977 ændrede han navnet til ILVA.
I perioden fra 2003 var ILVA ejet af den engelsk/amerikanske kapitalfond Advent International, og fra 2007 af islandske Lagerinn. I 2009 blev ILVA overtaget af den nordiske kapitalfond, Axcel, som også ejede møbelkæden IDEmøbler, og de to kæder blev samlet i koncernen IDdesign. I 2013 købte JYSK grundlæggeren Lars Larsen IDdesign, og dermed blev de to kæder ILVA og IDEmøbler en del af Lars Larsen Group. I 2019 blev ILVA og IDEmøbler samlet under navnet ILVA.

## Ekstern henvisning
- Officiel hjemmeside